# محمد عزمی
محمد عزمی (انگلیسی: Mohamed Azmi؛ زادهٔ ۱۹۲۱) بازیکن واترپلو اهل مصر بود.